# Mike van der Hoorn
Mike van der Hoorn, född 15 oktober 1992 i Almere, är en nederländsk fotbollsspelare som spelar för FC Utrecht. Han har även spelat för det nederländska U21-landslaget.

## Karriär
Den 6 juli 2016 värvades van der Hoorn av Swansea City, där han skrev på ett treårskontrakt. I april 2019 förlängdes van der Hoorns kontrakt med ett år.
I september 2020 värvades van der Hoorn av tyska Arminia Bielefeld, där han skrev på ett treårskontrakt.